# Paspalum venezuelanum
Paspalum venezuelanum là một loài thực vật có hoa trong họ Hòa thảo. Loài này được (Chase) A.G.Burm. mô tả khoa học đầu tiên năm 1987.